# Jan Christian Bjørn
Jan Christian Bjørn (* 22. August 1984 in Oslo) ist ein ehemaliger norwegischer Nordischer Kombinierer.
Bjørn begann seine internationale Karriere 2001 im B-Weltcup der Nordischen Kombination. Nach aufsteigenden Leistungen gab er am 3. Januar 2007 im Teamweltcup von Ruhpolding sein Debüt im Weltcup der Nordischen Kombination. Dabei erreichte er auf Anhieb mit der Mannschaft den 5. Platz. Er blieb jedoch fest im B-Kader und nahm weiter an Rennen im B-Weltcup teil. Beim Weltcup 2008 in Trondheim verpasste er mit jeweils dem 37. Platz die Punkteränge. Zum Saisonabschluss in Vikersund gelang ihm jedoch mit dem 27. Platz erstmals der Gewinn von Weltcup-Punkten. Die Saison 2008/09 beendete er auf dem 72. Platz der Weltcup-Gesamtwertung. Im folgenden Jahr bestritt er nur fünf Wettkämpfe, blieb dabei jedoch erfolglos. Nach der Saison beendete Bjørn seine aktive Sportlerkarriere.